# 异硫氰酸苄酯
异硫氰酸苄酯 (BITC) 是一种异硫氰酸酯，存在于十字花科的植物中。

## 存在
异硫氰酸苄酯可以在葱芥、pilu油和番木瓜种子中找到，是黑芥子酶分解苄基硫代葡萄糖苷的主要产物。

## 活性
人们发现异硫氰酸苄酯和其他异硫氰酸酯通常通过p21/WAF1基因的表达，对in vitro的胰腺癌变具有保护作用。最近发表的一项研究表明，它对饮食诱导的肥胖小鼠模型中的肥胖、脂肪肝和胰岛素抵抗有抑制作用。